# Medni Rid
Medni Rid (în bulgară Медни рид, în traducere liberă Creasta de Aramă), cunoscută și sub numele de Bakărlăk (Бакърлък) până în 1942, este o creastă montană din sud-estul Bulgariei. Formează extremitatea nord-estică a crestei Bosna⁠(d) din Munții Strandja. Administrativ, se află în comunele Sozopol și Primorsko din regiunea Burgas.
Creasta orografică principală se întinde de la nord-vest la sud-est cu o lungime maximă de 18–20 km și lățimea de 3–5 km. Extremitatea de nord-vest a lui Medni Rid ajunge la Capul Ciukalea pe coasta de sud a Golfului Burgas⁠(d); spre sud-est ajunge la valea râului Ropotamo, care o separă de creasta izolată a Munților Kitka.  La vest, văile râurilor Rosenska (un afluent de pe stânga al lui Ropotamo) și Otmanli (care se varsă direct în Golful Burgas) o separă de mica creastă Rosen Bair. Cele două creste sunt conectate printr-o șa joasă lângă satul Rosen. Spre est, Medni Rid coboară pe malul Mării Negre.
Cel mai înalt punct al său, Muntele Bakarlaka (376,2 m), se află în secțiunea nordică. Medni Rid este compus din andezite, tufuri și roci plutonice. În partea sa de nord există zăcăminte de minereu de cupru. Clima este continentală, cu o influență semnificativă din partea Mării Negre. Creasta este drenată de râuri și pâraie mici. Solurile predominante sunt cele roșcate de pădure. Creasta și versanții ei sunt acoperite de păduri de stejar, carpen⁠(d) și tei.
La poalele sale de est și de vest există patru sate: Atia și Ravadinovo la est, Rosen și Veselie la vest.
Partea de sud-est a lui Medni Rid se încadrează pe teritoriul rezervației naturale Ropotamo⁠(d); partea sa de nord este ocupată de pădurea recreativă Roseneț. O secțiune de creastă de 7,21 hectare este desemnată ca zonă protejată numită Bakarlaka. În Medni Rid au fost descoperite aproximativ 172 de specii de păsări, iar creasta a fost declarată sit de importanță ornitologică. Este o oprire importantă pentru berzele și pelicanii care migrează după ce aceștia traversează Golful Burgas de la Capul Emine⁠(d), în extremitatea estică a Munților Balcani. Medni Rid se numără printre cele mai importante zone de cuibărire din țară pentru ciocănitoarea de stejar, frunzărița balcanică⁠(d), crestețul pestriț și ielcovanul estic⁠(d). Există populații semnificative de silvie porumbacă și presură de grădină.
În toate punctele înalte ale creastei — de la nord la sud Atia, Bakarlaka, Lobodovo Kale, Malkoto Kale — există ruine de cetăți tracice, construite din piatră spartă. Săpături metodice au fost efectuate numai la Malkoto Kale între 1973 și 1977. Cuprul, precum și unele cantități de argint, fuseseră exploatate încă din mileniul al II-lea î.e.n. Ultima mină de cupru, „Rosen”, a fost închisă în 1995.